# Philereme basalis
Philereme basalis är en fjärilsart som beskrevs av Louis Beethoven Prout 1941. Philereme basalis ingår i släktet Philereme och familjen mätare. Inga underarter finns listade i Catalogue of Life.